# Щефлинг
Щефлинг (на немски: Stefling) е част от град Нитенау в Горен Пфалц, Бавария, Германия.
Намира се на река Реген. Споменат е за пръв път в документ през 996 г. Той е бивша резиденция на ландграфството на Бабоните.